# Triglav
A Triglav (olaszul Monte Tricorno, németül Terglau) Szlovénia (1918 és 1991 között Jugoszlávia) és a Júliai-Alpok legmagasabb pontja (2864 m). A név eredetéről több elmélet van. Az egyik szerint az elnevezést alakja után kapta a csúcs, mely Bohinj felől háromfejűnek (szlovénül tri-glav) néz ki. Egy másik elmélet szerint a régi szláv pogány istenről, Triglavról kapta. A hegy nem pontosan három részes; messziről csak két csúcsot lehet látni, a kisebbik neve Mali Triglav.
A hegy a szlovének nemzeti jelképe, valamint Szlovénia címerének és zászlajának egyik eleme. A szlovén 50 eurocentes érmén is a Triglav látható. Az első, aki a nemzeti jelképének jelölte, Jakob Aljaž lelkész volt. 1889 körül Dovje községben szolgált, és ekkoriban többször is megmászta a Triglavot. Mivel a környékbeli hegyek népszerűsége folyamatosan nőtt a külföldiek körében, Aljaž eldöntötte, hogy a Triglavot megőrzi a szlovénségnek. Néhány koronáért megvette a Triglav csúcsát Dovje községtől, és a legmagasabb pontra épített egy fémtornyot, melyet 1895. augusztus 7-én nyitott meg. A tornyot saját pénzéből építette, később pedig a Szlovéniai Hegymászó Szövetségnek ajándékozta.
Az első hivatalos megmászás 1778. augusztus 26-án történt, Zois Zsigmond kezdeményezésére négy bohinji helybelinek sikerült a csúcsra jutnia: Luka Korošec, Matevž Kos, Štefan Rožič és Lovrenc Willomitzer. Az első nő, aki megmászta, Rozalija Škantar volt, 1870-ben.
A Triglav nehezebben megmászható oldala az északi. Az első, aki erről az oldalról felmászott, Janez Berginc volt 1890-ben.
A Triglavhoz fűződik az aranyszarvú kecskebakról (Zlatorog) szóló szlovén nemzeti mítosz is. (A Zlatorog ezen kívül egy ismert laškói sörmárka neve.)
A hegy a Triglav Nemzeti Park névadója, melynek központi részén található. A hegyről egy nagyobb sziklát 2008-ban Magyarországra szállítottak és a szlovén-magyar határon fekvő Orfalu községben állítottak fel, tisztelegve Szlovénia és a magyarországi szlovén kisebbség előtt.

## További információk

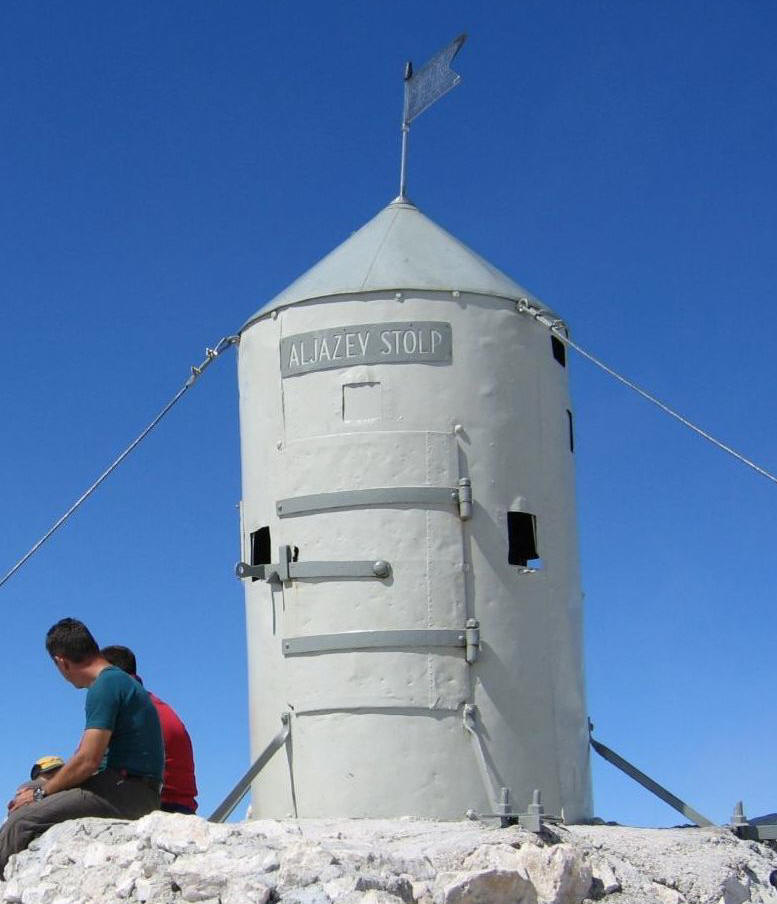
Az Aljaž-torony